# Haenschia sidonia
Espèce
Haenschia sidonia est un insecte lépidoptère  de la famille des Nymphalidae, de la sous-famille des Danainae et du genre Pteronymia.

## Dénomination
Haenschia sidonia a été décrit par Richard Haensch en 1905 sous le nom initial de Episcada sidonia .

## Description
Haenschia sidonia est un papillon aux longues ailes antérieures à bord interne concave, aux ailes transparentes veinées de noir, bordées de marron foncé sur le dessus, de marron clair sur le revers. 

## Écologie et distribution
Haenschia sidonia est présent au Pérou,.

### Protection
Pas de statut de protection particulier.